# عبدل‌آباد (جغتای)
عبدل‌آباد، روستایی است از توابع بخش هلالی و در شهرستان جغتای استان خراسان رضوی ایران.

## جمعیت
این روستا در دهستان پایین جوین قرار داشته و بر اساس سرشماری سال ۱۳۸۵ جمعیت آن ۳۶۹ نفر (۹۱ خانوار)
بوده‌است.